# Lophiocarpaceae
Lophiocarpaceae is een botanische naam, voor een familie van tweezaadlobbige planten. Een familie onder deze naam wordt zelden erkend door systemen voor plantentaxonomie, maar wel door de Angiosperm Phylogeny Website [8 augustus 2009] en het APG III systeem (2009), alwaar ze in de orde Caryophyllales geplaatst wordt.
Het gaat dan om een heel kleine familie van zes soorten in twee geslachten.